# Cryphia hoerhammeri
Cryphia hoerhammeri är en fjärilsart som beskrevs av Karl Schawerda 1928. Cryphia hoerhammeri ingår i släktet Cryphia och familjen nattflyn. Inga underarter finns listade i Catalogue of Life.